# Rudnia (dopływ Sanu)
Rudnia (czasem także Rudna) – niewielka rzeczka na terenach Płaskowyżu Kolbuszowskiego (źródła), Równiny Tarnobrzeskiej i Doliny Dolnego Sanu (ujście). Lewobrzeżny dopływ Sanu.
Źródła pierwotnie na wysokości ok. 235 m n.p.m. we wschodniej części sołectwa Krzywa Wieś w gminie Kamień, w pobliżu drogi nr 878. Obecnie warunki wodne w toku źródłowym zaburzone na skutek budowy nowej drogi ekspresowej S19. Spływa generalnie w kierunku północno-wschodnim, potem północnym, a wspomniana droga S19 biegnie tu wzdłuż jej doliny. Na wschód od osiedla Podgórze (należącego do Jeżowej), na wysokości ok. 170 m n.p.m., przyjmuje z lewej strony duży dopływ – potok Jeżówkę. Odtąd płynie w kierunku ku północy, a potem ku północnemu wschodowi i na terenie miasta Rudnik nad Sanem uchodzi na wysokości 155 m n.p.m. do Sanu.
W górnym biegu przepływa przez tereny rolnicze, jedynie ostatnie kilka kilometrów przed Rudnikiem przez tereny leśne, stanowiące południowe krańce Puszczy Sandomierskiej. Bieg w większej części uregulowany, miejscowo obwałowany.